# Nihal Meshref
Nihal Meshref (arabisch نهال مشرف, DMG Nihāl Mašraf; * 24. Dezember 1970 in Kairo) ist eine ägyptische  Tischtennisspielerin. Sie nahm an den Olympischen Spielen 1988 und 1992 teil.

## Werdegang
Bei der Teilnahme an drei Weltmeisterschaften von 1987 bis 1993 kam Nihal Meshref nie in die Nähe von Medaillenrängen. Am erfolgreichsten war sie mit drei Titelgewinnen bei Afrikameisterschaften: 1990 im Mixed mit Ashraf Helmy und mit der Mannschaft sowie 1994 im Doppel mit Gihan El-Sayed. Dreimal stand sie im Endspiel. 
Bei den Olympischen Spielen 1988 in Seoul trat sie im Einzelwettbewerb an. Hier gewann sie kein Spiel und verlor fünf. Damit verpasste sie den Einzug in die Hauptrunde und landete auf dem geteilten letzten Platz 41. 1992 in Barcelona gelang ihr im Einzel ein Sieg, bei zwei Niederlagen belegte sie Platz 33. 

## Privat
Nihal Meshref ist verheiratet mit Ashraf Helmy. Ihre Tochter Yousra, ihr Sohn Mahmoud und ihre Nichte Dina Meshref sind ebenfalls Tischtennis-Nationalspielerinnen.

## Spielergebnisse bei den Olympischen Spielen
- Olympische Spiele 1988 Einzel in Vorgruppe G[2]
  - Siege: -
  - Niederlagen: Bettine Vriesekoop (Niederlande), Gordana Perkučin (Jugoslawien), Daniela Gergelcheva (Bulgarien), Hae-Ja Kim de Rimasa (Argentinien), Alena Šafářová (Tschechoslowakei)
- Olympische Spiele 1992 Einzel in Vorgruppe L[3]
  - Siege: Yolanda Rodríguez (Kuba)
  - Niederlagen: Valentina Popova (EUN), Mika Hoshino (Japan)

## Turnierergebnisse
| Veranstaltung       | Jahr | Ort        | Einzel         | Doppel     | Mixed      | Team |
| ------------------- | ---- | ---------- | -------------- | ---------- | ---------- | ---- |
| Afrikameisterschaft | 1988 | Lagos      | Halbfinale     |            | Halbfinale | 2    |
| Afrikameisterschaft | 1990 | Casablanca | Halbfinale     | Halbfinale | Winner     | 1    |
| Afrikameisterschaft | 1992 | Lagos      | Halbfinale     | Halbfinale |            | 2    |
| Afrikameisterschaft | 1994 | Cairo      | Runn-up        | Winner     | Halbfinale |      |
| Afrikaspiele        | 1987 | Nairobi    | Halbfinale     | Runn-up    |            |      |
| Afrikaspiele        | 1991 | Cairo      | Halbfinale     | Halbfinale |            | 2    |
| Olympische Spiele   | 1988 | Seoul      | Lost 1st stage | dnp        |            |      |
| Olympische Spiele   | 1992 | Barcelona  | Lost 1st stage | dnp        |            |      |
| Weltmeisterschaft   | 1987 | New Delhi  | Qual           | Qual       | Qual       | 32   |
| Weltmeisterschaft   | 1991 | Chiba City | Qual           | Qual       | Qual       | 40   |
| Weltmeisterschaft   | 1993 | Gothenburg | Rd of 128      | Rd of 32   | Qual       | 32   |